# Экономическое развитие
Экономи́ческое разви́тие — расширенное воспроизводство и постепенные качественные и структурные положительные изменения экономики, производительных сил, образования, науки, культуры, уровня и качества жизни населения, человеческого капитала.
Экономическое развитие включает развитие общественных отношений, поэтому протекает различно в конкретных исторически сложившихся условиях технологических укладов экономики и распределения материальных благ. Это процесс улучшения качества всех человеческих жизней и возможностей повышения уровня жизни, самоуважения и свободы.

## Сущность экономического развития
В своей книге «Теория экономического развития» Йозеф Шумпетер ввел различия между ростом и развитием экономики, определил сущность инноваций различных видов и классифицировал их.
Отличие между ростом и развитием Шумпетер пояснил так: "Поставьте в ряд столько почтовых карет, сколько пожелаете — железной дороги у вас при этом не получится". Экономический рост — это количественные изменения - увеличение производства и потребления одних и тех же товаров и услуг (в частности, почтовых карет) со временем. Экономическое развитие — это положительные качественные изменения, новшества в производстве, в продукции, в услугах, в управлении, в экономике в целом — то есть инновации.
Экономическое развитие общества представляет собой многоплановый процесс, охватывающий экономический рост, создание сектора инновационной экономики и венчурного бизнеса, структурные сдвиги в экономике, рост производительности труда и качества жизни населения. 
Современная концепция управления изменениями Норберта Тома включает следующие составляющие регулирования и управления: экономические (например, рост или снижение налогов, вступление в ВТО, глобализация рынка и т.д.), технологические (модернизация, использование высоких технологий), политико-правовые (положительные изменения в законодательстве), социально-культурные (мораль и нравственность, культура, изменения в системе ценностей, адресная соц. поддержка), физико-экологические (климатические условия, экология).
Саймон Кузнец особо выделяет ведущую роль в процессах экономического развития человеческий капитал. Недостаток накопленного человеческого капитала, его низкое качество не позволяют стране создать следующий конкурентоспособный технологический уклад экономики.

## Градация стран мира по уровню экономического развития
Известны различные модели экономического развития (модель Германии, США, Китая, стран Юго-Восточной Азии, России, Японии и других стран). Но при всём их многообразии и национальных особенностях существуют общие закономерности и параметры, характеризующие этот процесс.
Общими для всех стран с растущей и развивающейся экономикой являются рост стоимости и качества человеческого капитала за счет высоких в него инвестиций и эффективного самовоспроизводства, пониженный уровень коррупции, эффективное управление, эффективность инновационной системы, высокая конкурентоспособность экономики, стабильный рост ВВП и ВНД в долгосрочном периоде, повышение качества жизни населения.
С другой стороны для всех успешных стран мира характерно циклическое развитие экономики со спадами, кризисами и долгосрочным ростом.
По типу экономик различают страны:
- с доиндустриальной экономикой (как правило, страны с сырьевой экономикой или её основной долей);
- со смешанными укладами экономик;
- с индустриальной экономикой;
- с постиндустриальной экономикой[8];
- страны с экономикой знаний.

По уровню общего развития страны разделяют на следующие группы стран:
- Развитые страны — страны с эффективными инновационными экономиками. К ним относятся в основном страны – члены ОЭСР. В их число входят США, Германия,  Швеция,  Япония, Финляндия, Австралия,  Сингапур и другие.

В развитых странах создан значительный сектор экономики знаний и индустрия знаний. Человеческий капитал в развитых странах  стал главным производительным фактором роста и развития индустрии знаний.  Его удельный вес составляет до 80% их национального богатства. Ведущие страны мира с инновационной экономикой создали благоприятные для быстрого воплощения идей ученых и инноваторов в конкурентоспособную продукцию и высокие технологии. Высокие инвестиции в человеческий капитал обеспечивают им лидерство в науке, образовании, медицине, высоких технологиях и в индустрии знаний. Развитые страны значительно опережают другие страны по стоимости и качеству накопленного национального человеческого капитала, по уровню и качеству жизни, в основных рейтингах по ВВП и ВНД на душу населения (за исключением небольших нефтедобывающих стран), по конкурентоспособности экономик, индексу экономической свободы и других.
- Развивающиеся страны — страны с индустриальным укладом экономики и обществом. В литературе развивающиеся страны, ставящие своей целью догнать по уровню развития и качеству ведущие страны мира, называют странами с догоняющими экономиками.

В их число входят Китай, Бразилия, Мексика, Турция, Пакистан, Чили, Малайзия, Аргентина, Индонезия, Колумбия, Казахстан и другие страны. Весомых успехов достигли страны с уже бывшими переходными экономиками - Словения, Польша, Хорватия, Литва, Румыния,  Латвия, Чехия,  Словакия, Эстония и др. Эти страны уже создали достаточно эффективные рыночные экономики с конкурентными рынками.
- Слаборазвитые страны — это наиболее бедные страны мира (в основном страны Центральной и Западной Африки, Мьянма, Йемен, Монголия, Бангладеш, Афганистан, островные страны типа Тувалу, Шри-Ланки, Самоа, Гаити и Мадагаскара и др.).

## Показатели уровня экономического развития
Основными показателями экономического развития страны считаются Индекс человеческого развития и ВВП на душу населения.
Рост и развитие взаимосвязаны, но первично развитие экономики, которое служит фундаментом для её роста в долгосрочном периоде. Соответственно взаимосвязаны и дополняют друг друга теории роста и экономического развития.
Главными драйверами роста и развития экономики являются человеческий капитал и порождаемые им инновации.
Для сравнения стран по уровню развития используют комплекс показателей, который включает:
- ВВП и ВНП на душу населения;
- Качество и уровень жизни населения;
- Конкурентоспособность экономики;
- Производительность труда и другие показатели экономической эффективности;
- Стоимость человеческого капитала на душу населения, его качество и производительность;
- Встроенность в мировую экономику;
- Уровень коррупции;
- Место в ведущих мировых рейтингах;
- Финансовые и экономические рейтинги и оценки ведущих мировых рейтинговых агентств;
- Отраслевая структура экономики, доля сырьевой экономики;
- Производство основных видов продукции на душу населения;
- Индикатор подлинного прогресса.

Важнейшими показателями развития страны, определяющими стабильность и устойчивость развития и роста экономики, базой развития служат объемы инвестиций в составляющие человеческого капитала - воспитание, культуру, образование, медицину, в науку, в качество жизни населения.
Развитые страны инвестируют в человеческий капитал в 2-5 раз больше в долях ВВП и национального бюджета, чем Россия и некоторые другие развивающие страны. Тем самым они наращивают преимущества своего человеческого капитала и экономики. Наращивают отрыв в производительности труда и человеческого капитала, которые близки по величине.
Страны (Финляндия, Сингапур, Тайвань, Южная Корея и др.), которые в последние десятилетия вошли в число развитых передовых по производству и экспорту высоких технологий, начинали свою модернизацию с модернизации человеческого капитала и роста в него инвестиций, в первую очередь государственных (в образование, науку, медицину, качество жизни).